# Benito Arias Montano
Benito Arias Montano (Fregenal de la Sierra, 1527 – Siviglia, 6 luglio 1598) è stato un orientalista spagnolo.

## Biografia
Dotto teologo, fu redattore della Bibbia poliglotta di Anversa (Biblia Regia).
Partecipante al Concilio di Trento, fu nominato (1566) cappellano di corte e storiografo.
Costruttore della biblioteca del Monastero dell'Escuriale, si occupò di raccogliere opere, trattati e manoscritti, oltre a selezionare orientalisti ed esegeti.
Pubblicò raccolte erudite e bibbie, oltre che trattati storici.

## Opere
- Edizione della Bibbia Plantiniana (1573)
- Liber generationis et regenerationis Adam sive historia generis humani (1593)
- Traduzione dell'Itinerario di Beniamino di Tudela